# Zazdrość (Targowo)
Zazdrość (niem. Louisenthal) – część wsi Targowo w Polsce, położona w województwie warmińsko-mazurskim, w powiecie szczycieńskim, w gminie Dźwierzuty. 
Zazdrość wchodzi w skład sołectwa Targowo.
Według podziału administracyjnego Polski obowiązującego w latach 1975–1998 Zazdrość należała do województwa olsztyńskiego.